# Lattermåge
Lattermåge (Leucophaeus atricilla) er en mågefugl, som er almindelig langs dele af Nordamerikas østkyst, og som kan forekomme som en sjælden gæst i bl.a. Vesteuropa. Det zoologiske artsnavn atricilla kommer fra de to latinske ord atra for sort og cilla for hale. Helt unge lattermåger har sorte halefjer.

## Beskrivelse
Lattermågen måler 37 til 42 cm fra næb- til halespids og har et vingefang på 98 til 110 cm. Fra dens tredje år er hovedet, benene og fødderne sorte, mens næbbet er rødt. Panden er flad, og over og under øjnene findes tynde hvide seglformede pletter. Vingens overside er mørkegrå, og svingfjerene er sorte på den yderste del. Om vinteren mister den hætten og hovedet er hvidt med en mørk plet bag øjet, og næbbet bliver sort.
De juvenile fugle har overvejende gråbrun fjerdragt, hvor bugen er bleggrå, mens de yderste svingfjer, ben, næb og hale er sorte. Hovedet er brunligt. I den første vinterdragt bliver ryggen mørkegrå, og hoved og hals efterhånden hvid. I den anden vinter bliver den mere smudsighvid på hoved og hals, og næsten hele halen bliver hvid.
Dens høje skrig lyder som en rå og højtonet latter, ha-ha-ha-ha-ha-haah-haah-haah, og så videre.

## Udbredelse
Lattermågen forekommer almindeligt ved USA's østkyst. Dens udbredelsesområde strækker fra Nova Scotia i nord langs kysten mod syd til Venezuela ved Sydamerikas nordkyst. Desuden findes den lokalt ved Great Lakes, i det sydøstlige Californien og i det vestlige Mexico, ligesom den kan ses i Caribien. Den er en sjælden gæst i Vesteuropa, mest i Storbritannien og Irland.
Den er set otte gange i Danmark, første gang i 1985 og senest ved Hanstholm i december 2017. I Danmark er den de fleste gange set forår eller sommer.

## Levevis
Lattermågens føde består af vandlevende hvirvelløse dyr, insekter, orme, ådsler og fisk. Hvis det er muligt, stjæler de ligesom de fleste andre måger føden fra andre fugle eller tager deres æg og unger. Føden finder de på stranden, eller de forfølger andre fugle, indtil de lader deres bytte falde. Dog er lattermåger ikke nær så aggressive som mange andre mågearter. Overfor havternens unger er lattermågen dog aggressiv, endda i et stigende omfang inden for de seneste år. Sjældent tager lattermågen desuden plantekost til sig.
Lattermågen yngler i nærheden af kysten, ofte i store kolonier i floddeltaer eller ved damme. De bygger reden direkte på jorden eller i strandvegetationen. Hunnen lægger to til fire (oftest tre) grønlige æg og begge fugle ruger dem i cirka 21 til 23 dage. Ungerne forlader reden højst få dage efter de er klækket af æggene. Voksenfuglene forsørger dem cirka 35 dage.

## Galleri
- Lattermåge, North Carolina
- Lattermåger, Mexico
- Flyvende lattermåge
- Flyvende lattermåger, Mexico
- Ung lattermåge
- Ung lattermåge
- Lattermågeæg